# Jovanka Broz
Jovanka Budisavljević Broz (v srbské cyrilici Јованка Будисављевић Броз, počeštěně také jako Jovanka Brozová; 7. prosince 1924 Pećane, Království Srbů, Chorvatů a Slovinců – 20. října 2013 Bělehrad, Srbsko) byla jugoslávská partyzánka, politička a choť jugoslávského prezidenta, Josipa Broze Tita.
Jovanka Broz pocházela z regionu, známého pod názvem Lika. Během druhé světové války se zapojila do partyzánského hnutí. V jugoslávské armádě získala hodnost podplukovníka. Po skončení války se seznámila s Josipem Brozem Titem a v roce 1952 se za něho provdala. Chotí jugoslávského vůdce byla až do jeho smrti v roce 1980. Poslední tři roky však žila od svého manžela odděleně, na konci 70. let byla dokonce i zatčena. Nikdy neužívala titulu "první dáma".
Po Titově smrti se stáhla z veřejného života. Stala se předmětem zájmu celé společnosti, která v období celkového vystřízlivění z Titova kultu osobnosti měla zájem na odkrývání životního stylu svého bývalého vůdce. Jovanka byla proto tématem celé řady studií, ale také spekulací, nakolik ovlivňovala politické kroky svého manžela.
Po rozpadu Jugoslávie žila v chudobě a dlouhodobé izolaci, dokonce bez osobních dokladů. Z Titovy vily byla vystěhována krátce po státním pohřbu jugoslávského vůdce a za vlády Slobodana Miloševiće žila prakticky v domácím vězení a s neustálými obavami o svůj život. Občanský průkaz republiky Srbsko převzala až v roce 2009 po naléhání tehdejší vlády.
Jovanka Broz zemřela po prodělaném infarktu v říjnu 2013 v Bělehradě.